# Paraminabea indica
Paraminabea indica är en korallart som först beskrevs av Thomson och Henderson 1905.  Paraminabea indica ingår i släktet Paraminabea och familjen läderkoraller. Inga underarter finns listade i Catalogue of Life.